# Rob Morrow
Rob Morrow, all'anagrafe Robert Alan Morrow (New Rochelle, 21 settembre 1962), è un attore e regista statunitense.

## Biografia
Morrow è nato a New Rochelle, nello stato di New York, in una famiglia ebraica, figlio di Murray Morrow, un operaio dell'industria dell'illuminazione, e di Diane Francis Markowitz, un'igienista dentale. I suoi genitori divorziarono quando lui non aveva che nove anni d'età. Da sempre appassionato di recitazione, abbandona ben presto gli studi presso la Miami Sunset Senior High School per potersi dedicare seriamente allo studio della disciplina.
È particolarmente noto per avere interpretato l'agente speciale dell'FBI Don Eppes nella serie televisiva Numb3rs. È anche conosciuto per il suo ruolo del dottor Joel Fleischman nella serie televisiva Northern Exposure (in Italia intitolata Un medico tra gli orsi) e per aver interpretato il ruolo dell'incendiario seriale Leonard Brooks nella nona stagione di CSI: NY. Ha recitato inoltre nell'acclamato film Quiz Show nella parte di Dick Goodwin; nel 2000 ha diretto ed interpretato il film Maze, su un attore affetto dalla sindrome di Tourette. Nel 2002 ha recitato la parte di Kevin Hunter nella serie televisiva Street Time, trasmessa da Showtime.

## Vita privata
È sposato con l'attrice Debbon Ayer, dalla quale ha avuto una figlia chiamata Tu Morrow, per esteso Tu Simone Ayer Morrow.

## Filmografia

### Cinema
- Posizioni promettenti (Private Resort), regia di George Bowers (1985)
- Quiz Show, regia di Robert Redford (1994)
- Difesa ad oltranza - Last Dance (Last Dance), regia di Bruce Beresford (1996)
- Maze, regia di Rob Morrow (2000)
- Sam the Man, regia di Gary Winick (2001)
- Il club degli imperatori (The Emperor's Club), regia di Michael Hoffman (2002)
- Il guru (The guru), regia di Daisy von Scherler Mayer (2002)
- Going Shopping, regia di Henry Jaglom (2005)
- Non è mai troppo tardi (The Bucket List), regia di Rob Reiner (2007)
- The Good Doctor, regia di Lance Daly (2012)
- Tutto può cambiare (Begin Again), regia di John Carney (2013)
- Atlas Shrugged: Part III, regia di James Manera (2014)
- Little Loopers, regia di Jim Valdez (2015)
- Night of the Wild, regia di Eric Red (2015) - film tv
- Rehearsal, regia di Carl Bessai (2015)
- The Kill Team, regia di Dan Krauss (2019)

### Televisione
- Saranno famosi (Fame) - serie TV, episodio 4x24 (1985)
- Everything's Relative - serie TV, episodio 1x04 (1987)
- Spenser (Spenser: For Hire) - serie TV, episodio 2x13 (1987)
- Tattingers - serie TV, numero episodi sconosciuto (1988)
- Monsters - serie TV, episodio 1x24 (1989)
- Un medico tra gli orsi (Northern Exposure) - serie TV 102 episodi (1990-1995) - Dr. Joel Fleischman
- Mamma torno a casa (Mother), regia di Albert Brooks (1996)
- Only Love, regia di John Erman (1998) - Film TV
- The Day Lincoln Was Shot, regia di John Gray (1998) - Film TV
- Inganni del cuore (Into My Heart), regia di Sean Smith, Anthony Stark (1998)
- Nearly Yours - serie TV, numero episodi sconosciuto (1999)
- Crisi d'identità (Other Voices), regia di Dan McCormack (2000)
- Labor Pains, regia di Tracy Alexson (2000)
- The Thin Blue Lie, regia di Roger Young (TV Movie) (2000) - Film TV
- Hudson's Law, regia di (2001) - Film TV
- Jenifer, regia di Jace Alexander (2001) - Film TV
- Street Time - serie TV, 33 episodi (2002-2003) - Kevin Hunter
- Custody, regia di Nadia Tass (2007) - Film TV
- Numb3rs - serie TV, 118 episodi (2005-2010) - Don Eppes
- Entourage - serie TV, 4 episodi (2010-2011) - Jim Lefkowitz/Ari's Attorney
- The Whole Truth - serie TV, 13 episodi (2010-2011) - Jimmy Brogan
- CSI: NY - serie TV, episodio 9x01-9x02 (2012)
- Mister Miracle, regia di Carl Bessai (2014) - film tv
- Law & Order - Unità vittime speciali (Law & Order: Special Victims Unit) - serie TV, 1 episodio (2015)
- Inside Amy Schumer - serie TV, 1 episodio (2015)
- Sex&Drugs&Rock&Roll - serie TV, 1 episodio (2015)
- Texas Rising - miniserie TV, 5 puntate (2015)
- American Crime Story - serie TV, 6 episodi (2016)
- Billions – serie TV, 18 episodi (2016-2023)
- The Fosters - serie TV, 4 episodi (2016-2017)
- Designated Survivor - serie TV, 5 episodi (2017)
- Milo Murphy's Law - serie TV, 1 episodio (2017)
- Chicago P.D. - serie TV, 1 episodio (2018)

### Regista
- Maze (2000)
- Oz - serie TV, episodio 5x02 (2002)
- Street Time, episodi 1x15-2x03-2x10 (2003)
- The Grean Teem (2009) - Film TV
- Joan of Arcadia - serie TV, episodi 1x19-2x02-2x05 (2004)
- Numb3rs - serie TV, 2x18-5x16-6x15(2006-2010)
- Mic Check Live: Ms. Lauryn Hill & Tyrese Gibson, regia di Rob Morrow (2011) - Film TV
- Terapia d'urto (Necessary Roughness)- serie TV, 2x02-3x05 (2012-2013)

## Doppiatori italiani
Nelle versioni in italiano delle opere in cui ha recitato, Rob Morrow è stato doppiato da:
- Oreste Baldini in Non è mai troppo tardi, Tutto può cambiare
- Davide Lepore in Posizioni promettenti
- Gianni Bersanetti in Un medico tra gli orsi
- Francesco Pannofino in Quiz Show
- Massimiliano Manfredi in Difesa ad oltranza - Last Dance
- Francesco Prando in Il club degli imperatori
- Fabrizio Pucci in Street Time
- Antonio Sanna in Numb3rs
- Christian Iansante in CSI: NY
- Fabio Boccanera in The Whole Truth
- Stefano Benassi in Texas Rising
- Ambrogio Colombo in The Kill Team
- Loris Loddi in Designated Survivor
- Marco Mete in Billions
- Marco Baroni in Hawaii Five-0
- Alessandro Quarta in Super Pumped